# Халід Аучо
Халід Аучо (англ. Khalid Aucho, нар. 8 серпня 1993, Джинджа, Східна область, Уганда) — угандійський футболіст, півзахисник єгипетського клубу «Міср Ель-Макаса», а також національної збірної Уганди.

## Клубна кар'єра
У футболі дебютував 2011 року виступами за команду «Сімба» (Лугазі), в якій провів два сезони. 

### Кенія
Згодом з 2013 по 2016 рік грав у складі кенійських клубів «Таскер» і «Гор Магія», ставши з останнім чемпіоном Кенії в 2015 році.

### ПАР
2016 року перебрався до лав південноафриканського клубу «Барока», де провів півроку своєї кар'єри.

### Сербія
2017 року переїхав до Європи, де підписав угоду з сербською «Црвеною Звездою». Натомість, пробитися до основного складу не зміг і був орендований клубом ОФК (Белград), за який відіграв 10 матчів. Але його гра не вразила босів «Црвени Звезди» і контракт з ним був розірваний.

### Індія
В лютому 2018 року приєднався до індійського клубу «Іст Бенгал», але, зігравши лише 4 матчі на Суперкубок Індії, перейшов до лав «Черчілл Бразерс» у вересні того ж року. Дебютував в І-лізі 28 жовтня 2018 року, зігравши всі дев'яносто хвилин у гостьовому матчі з «Пенджабом» (0-0). 9 грудня 2018 року забив свій перший гол в домашній грі з «Аїджалом» (4–1).

### Єгипет
З літа 2019 року грає у клубі «Міср Ель-Макаса», підписавши дворічний контракт.

## Виступи за збірну
2013 року дебютував в офіційних матчах у складі національної збірної Уганди. Протягом кар'єри у національній команді провів у її формі 47 матчів, забивши 2 голи.
У складі збірної був учасником Кубка африканських націй 2017 року у Габоні та 2019 року в Єгипті.

## Титули і досягнення
- Чемпіон Кенії (1):

«Гор Магія»: 2015